# سامی شیخ
سامی شیخ (انگلیسی: Sammy Sheik؛ زادهٔ ۱۵ نوامبر ۱۹۸۱) هنرپیشه اهل مصر است.
از فیلم‌ها یا برنامه‌های تلویزیونی که وی در آن نقش داشته‌است می‌توان به ان‌سی‌آی‌اس، جنگ چارلی ویلسون، هاوایی فایو-زیرو، و تک‌تیرانداز آمریکایی تنها بازمانده  و سریال مصری الحشاشین اشاره کرد.

## زندگی‌نامه
سامی اهل اسکندریه مصر است، جایی که خانواده وی هنوز هم در آنجا زندگی می‌کنند. وی یک خواهری به نام دالیا دارد، برادر دوقلوی او احمد در فرانسه زندگی می‌کند و برادر کوچکترش کریم کمل نیز بازیگر است.